# Pia Edvinsson
Pia Edvinsson (27 aprile 1963) è un'ex cestista svedese.

## Carriera
Con la Svezia ha disputato i Campionati europei del 1983.